# Digitaria mariannensis
Digitaria mariannensis là một loài thực vật có hoa trong họ Hòa thảo. Loài này được Merr. mô tả khoa học đầu tiên năm 1914.